# Terry Virts
Terry Wayne Virts (* 1. prosince 1967 Baltimore, Maryland, USA), původně pilot Letectva Spojených států amerických, je od července 2000 astronaut NASA. Do vesmíru se dostal na třináct dní jako člen posádky raketoplánu Endeavour při letu STS-130 na Mezinárodní vesmírnou stanici (ISS) v únoru 2010. Od poloviny roku 2012 byl zařazen do Expedice 42/43 na ISS, která proběhla v listopadu 2014 – červnu 2015.

## Mládí, vojenský pilot
Terry Virts se narodil v Baltimore ve státu Maryland, vyrůstal v blízké Columbii. Po střední škole studoval matematiku (a francouzštinu) na Akademii letectva Spojených států (U.S. Air Force Academy), kde roku 1989 získal titul bakaláře.
Od roku 1989 sloužil v Letectvu Spojených států amerických. Stal se pilotem, létal na F-16a, sloužil na Floridě (Záložní letecká základna Homestead), když roku 1992 základnu poničil hurikán Andrew, přelétla jeho jednotka na Moodyho leteckou základnu v Georgii. V letech 1993–1994 sloužil v jihokorejském Osanu, v letech 1995–1998 v Německu. Zde provedl 45 bojových letů s úkolem boje proti protivzdušné obraně Iráku.
Roku 1997 úspěšně absolvoval magisterské studium na (Embry-Riddle Aeronautical University). V prosinci 1998 absolvoval Školu zkušebních pilotů letectva ( USAF Test Pilot School) na Edwardsově letecká základně v Kalifornii. Poté na Edwardsově základně zůstal jako zkušební pilot.

## Astronaut

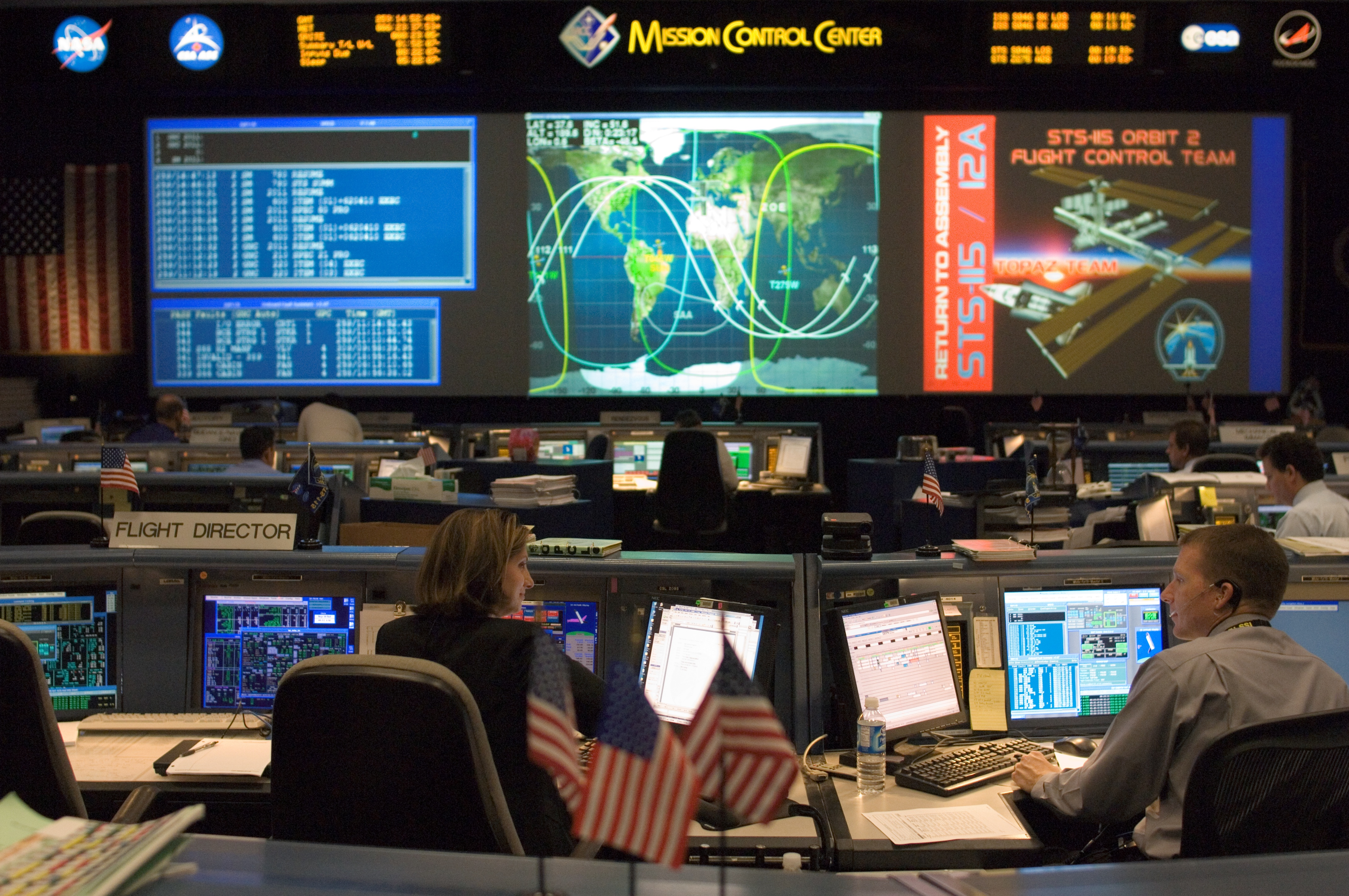
Letová ředitelka Catherine A. Koernerová (v popředí vlevo) a „capcom“ (spojař s posádkou) Terry Virts (v popředí vpravo) v řídícím sále Střediska řízení letů v Houstonu při letu STS-115, 16. září 2006

Přihlásil se k 18. náboru astronautů NASA úspěšně prošel výběrem a 26. července 2000 byl zařazen mezi americké astronauty. V základním kosmonautickém výcviku získal kvalifikaci „pilota“ raketoplánu. V letech 2003–2007 zastával funkci capcoma (spojař komunikující s kosmonauty) osmé až patnácté Expedice na Mezinárodní vesmírné stanici (ISS) a misí STS-115, -116 a -117.
Dne 5. prosince 2008 NASA zveřejnila jeho jmenování do posádky letu STS-130. Do vesmíru odstartoval 8. února 2010 na palubě raketoplánu Endeavour. Cílem mise byla doprava a instalace modulů Tranquility a Cupola na stanici ISS. Let trval 13 dní, 18 hodin a 6 minut.
V červnu 2012 byl zařazen do posádky Expedic 42 a 43 na ISS s plánovaným startem v listopadu 2014, posádka byla současně záložní pro Expedici 40/41 startující v květnu 2014. Na stanici doletěl s ostatními v lodi Sojuz TMA-15M v neděli 23. listopadu 2014. Na ISS Virts pracoval ve funkci palubního inženýra Expedice 42 a velitele Expedice 42. Během letu třikrát vystoupil do vesmíru, celková délka jeho výstupů byla 19 hodin a 6 minut. Dne 11. června 2015 se se Škaplerovem a Cristoforettiovou vrátil na Zem.
Terry Virts je ženatý, má dvě děti.

## Zajímavost
Terry Virts a kolega astronaut Michael Fincke si roku 2005 zahráli drobnou cameo roli inženýrů posádky kosmické lodi Enterprise NX-01 v epizodě „Toto jsou cesty…“ („These Are the Voyages…“), posledním díle sci-fi seriálu Star Trek: Enterprise.